# Swisscom
Swisscom AG — основний постачальник телекомунікаційних послуг в Швейцарії. Штаб-квартира розташована в Іттігені поблизу Берна. Уряд Швейцарії володіє 51,0 відсотком Swisscom Ag. За власними даними, Swisscom має частку 59 % ринку мобільних пристроїв, 67 % ринку широкосмугового доступу до інтернету і 33 % ринку телебачення в Швейцарії.
У 1852 створена Швейцарська телеграфна мережа, в 1877 в Швейцарії створена телефонна мережа.
У 1920 дві мережі об'єдналися з поштовою службою і сформували (англ. Postal Telegraph and Telephone(PTT)).
У 1997 Telecom PTT відділився від PTT і перед частковою приватизацією змінив ім'я на Swisscom. В даний час Swisscom володіє захищеним брендом Natel, який використовується і відомий тільки в Швейцарії.
У 2001 25 % акцій Swisscom Mobile було продано Vodafone. Тоді Swisscom купила мажоритарну частку другої найбільшої телекомунікаційної компанії Італії FastWeb.

## Історія

### Піонери (1852—1911)
Вступ Швейцарії в епоху телекомунікацій почався в 1851 році з прийняттям законодавства, надаючи уряду Швейцарії контроль над розвитком телеграфної мережі по всій країні. Початкові плани уряду включали створення трьох основних телеграфних ліній, а також ряд вторинних мереж. Щоб побудувати обладнання для системи, уряд заснував Федеральну майстерню для будівництва телеграфів (фр. Atelier Fédéral de Construction des Télégraphes ).
У 1852 почав функціонувати перший етап державної телеграфної системи в Санкт-Галлені та Цюриху. До кінця того року більшість основних міст країни були пов'язані в телеграфну систему.
У 1855 мережа розширена з першим підводним кабелем, що з'єднав Вінкель-Штансштад і Бауен-Флюелен. Нічний сервіс також був запущений в цьому році, починаючи з Базеля, Санкт-Галлен і Беллінцона.
Телеграфний трафік продовжував зростати в наступному десятилітті, але, тим не менше, був перевищений телефонним.
Вступ Швейцарії в телефонну еру почался в 1877, коли з'явилися перші експериментальні телефонні лінії, починаючи з лінії, що зв'язує будівлю поштового відділення з Федеральним палацом, а потім лінії між містами Берн і Тун. У наступному році уряд прийняв законодавство, встановивши монополію на телефонну мережу країни.
У 1880 перша приватна телефонна мережа Швейцарії була створена в Цюриху. Це була центральна система потужністю у 200 ліній.
Базель, Берн і Женева випустили свої власні локальні мережі між 1881 і 1882. Через рік створена перша міжміська телефонна лінія, що з'єднувала приватну телефонну мережу Цюриха з державною телефонною системою Вінтертура. Телефонні номери були введені в 1890 році, замінивши початкову систему, відповідно до якої абоненти могли запросити з'єднати один одного по імені.
У 1896 телефонний зв'язок був доступний у всіх кантонах Швейцарії.
У 1904 Швейцарія почала тестування своїх перших вуличних телефонів. Спочатку, обмежені місцевим зв'язком, вуличні телефони були вперше розширені до міжміського зв'язку в 1907 році.

### 1912—1965
Перші автоматичні телефонні станції були встановлені приватними мережами в 1912 році. До 1917 року напівавтоматичний обмін був встановлений в Хоттингені (Цюрих).
У 1920 уряд Швейцарії створило Swiss PTT, об'єднавши телеграфні, телефонні та поштові служби країни в єдине, контрольоване урядом підприємство.
PTT запустив послуги телекса в 1934, а до 1936 поєднав міста Цюрих, Базель і Берн, які потім були з'єднані через Цюрих з міжнародним ринком.

### Космічний зв'язок (1966—1981)

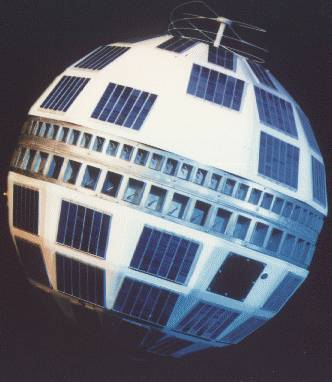
Telstar, перший телекомунікаційний супутник запущений в космос.

Телстар — Перший супутник зв'язку — був запущений в космос в 1962 році. У 1974 році супутникова земна станція міста Лейк була введена в експлуатацію в кантоні Вале.

### Перехід до мобільних у 1980-і роки
У 1963 PTT представив лічильник імпульсів для міського зв'язку.
У 1966 PTT представила автоматичні міжнародні послуги зв'язку, спочатку з Монтре і досягла повного покриття в 1982.
У 1970 PTT керував Міжорганізаційні робочою групою швейцарських телекомунікаційних компаній, намагаючись створити інтегровану цифрову телекомунікаційну мережу (IFS).
У 1976 компанія запустила послуги по факсимільній передачі даних від своїх центрів обслуговування клієнтів.
У 1978 PTT створив свою першу стільникову мережу зв'язку, звану NATEL.
У 1980 PTT додав факсимільну передачу даних для домашнього та офісного ринків зв'язку.
Телекомунікаційний бізнес PTT став відомий як англ. Swiss Telecom PTT.

### Публічна компанія в 21 сторіччі
Swisscom сформувала партнерську організацію UniSource разом з KPN (Нідерланди) і Telia (Швеція). Хоча UniSource спробувала увійти до ринків по всьому світу, в тому числі в Малайзію і Індію, компанія розпалась через кілька років збитків.
У 1996 Telecom PTT запустив сервіс постачальника послуг Blue Window (пізніше Bluewin), який став провідним інтернет-провайдером в країні (англ. Internet Service Provider, ISP).
У 1997 урядом Швейцарії було прийнято нове законодавство, яке повністю дерегулювало ринок телекомунікаційних послуг Швейцарії. В рамках цього процесу, Telecom PTT була перетворена в спеціальну публічну компанію з обмеженою відповідальністю. 1 жовтня 1997 року назва PTT була змінена на Swisscom.
У 1998 компанія провела публічне розміщення акцій, які котируються на Швейцарській фондовій біржі.
У 1999 Swisscom придбала компанію Debitel, що котується на біржі Німеччини, яка згодом стала третім за величиною постачальником мобільного зв'язку на німецькому ринку.
Компанія утворила шість основних бізнес-одиниць, а в 2001 році продала 25 % акцій Swisscom Mobile компанії Vodafone (Англія). У той час, Vodafone був основним інвестором в так звану технологію мобільного зв'язку 3G.
У 2000 виграла ліцензію UMTS (Універсальна Мобільна Телекомунікаційна Система).
У жовтні 2000 почала пропонувати абонентам технологію широкосмугового зв'язку DSL і до початку 2003 року залучила до власної мережи 200 000 абонентів.
У 2002 заснований Swisscom Eurospot (пізніше англ. Swisscom Hospitality Services, SHS). Компанія спочатку спеціалізувалась на наданні високошвидкісного доступу в Інтернет (англ. High-Speed Internet Access, HSIA) для гостей європейських 4х і 5-ти зіркових готелів.
У травні 2003 дочірня компанія Swisscom Eurospot, злилася з нідерландської Aervik.

### Сучасний час
Починаючи з 1988, державна PPT була приватизована в кілька етапів, і в жовтні 1998 року стала публічною компанією з обмеженою відповідальністю та особливим правовим статусом. Швейцарська конфедерація в даний час володіє 51,0 % акцій компанії. Федеральний закон о телекомунікаційних підприємствах обмежує частку інших інвесторів до 49,9 % акціонерного капіталу.
У повідомленні від 5 квітня 2006, Федеральна рада зробила пропозицію парламенту, про повну приватизацію Swisscom. 10 травня 2006 року Національна рада відхилила пропозицію. 20 травня 2006 року Консультативний комітет Ради порадив Раді кантонів схвалити пропозицію — але тільки так, щоб вона могла бути передана до Федеральній раді на вдосконалення.
У першій половині 2007 придбав контрольний пакет італійськой компанії FastWeb. У період угоди, яка проходила з 10 квітня по 15 травня 2007 року, Swisscom придбав 80,7 % акцій компанії. Загальна транзакція склала 4,2 млрд €, або 6,9 млрд ₣. 
14 грудня 2007 оголосила про свою нову айдентіку. В рамках реструктуризації Swisscom переробив свій логотип і перетворив його в рухоме зображення. Також такі бренди як Swisscom Fixnet, Swisscom Mobile і Swissscom Solutions припинили своє існування 1 січня 2008 року.
23 липня 2013 генеральний директор Swisscom, Карстен Шлотер був знайдений мертвим в результаті самогубства. З листопада 2013 Урс Шеппі був призначений на посаду генерального директора Swisscom, яку займає по цей день.
У червні 2015 Swisscom Hosspitality Services стала частиною нової компанії Hoist Group, після її придбання Шведської HoistLocatel.
У червні 2018 датська компанія Nordija вступає в партнерство з Swisscom для розробки TVaaS 2.0.
17 квітня 2019 почала розгортати власну 5G мережу. В даний час компанія поставляє послуги зв'язку 5G в 110 міст, в тому числі в Цюрих, Женеву і Берн, а також в сільські і туристичні регіони.
У червні 2019, SK Telecom і Elisa разом запустили перший в світі роумінговий 5G сервіс. З 17 липня 2019 року абоненти Swisscom отримали доступ до нової мережі передачі даних 5G в Фінляндії і до кінця липня в Південній Кореї. База даних клієнтів Swisscom перевищила 6 мільйонів мобільних підписників.
Станом на червень 2021 року Swisscom займає 520 місце в Global 2000 — «найбільшому в світі списку публічних компаній» Forbes.

## Організація
SWISSCOM AG є материнською компанією Swisscom Group і відповідає за загальне управління Swisscom Group, яка будує, управляє і підтримує власну загальнонаціональну інфраструктуру фіксованого і та мобільного зв'язку в Швейцарії.

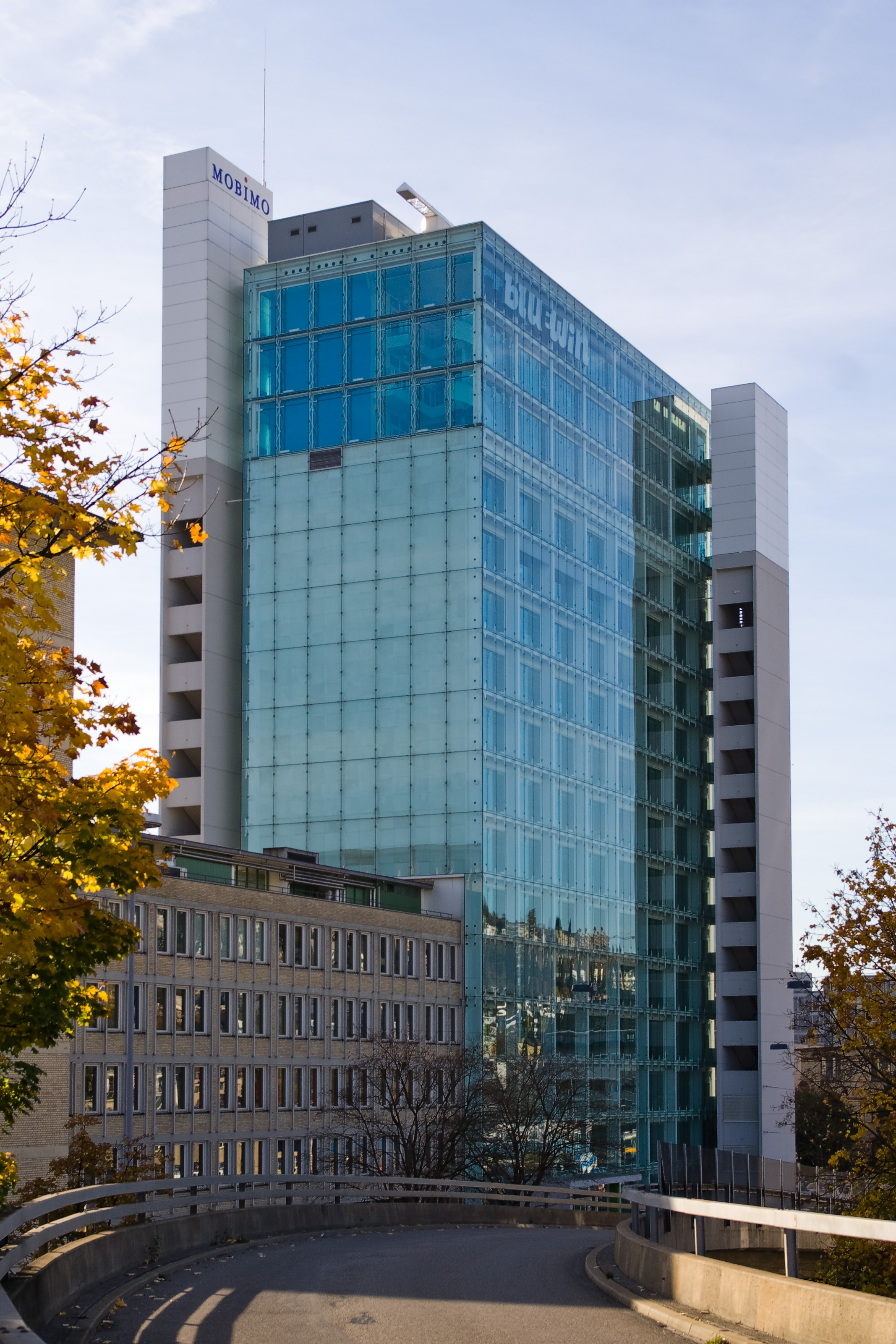
Башня Bluewin в Цюриху
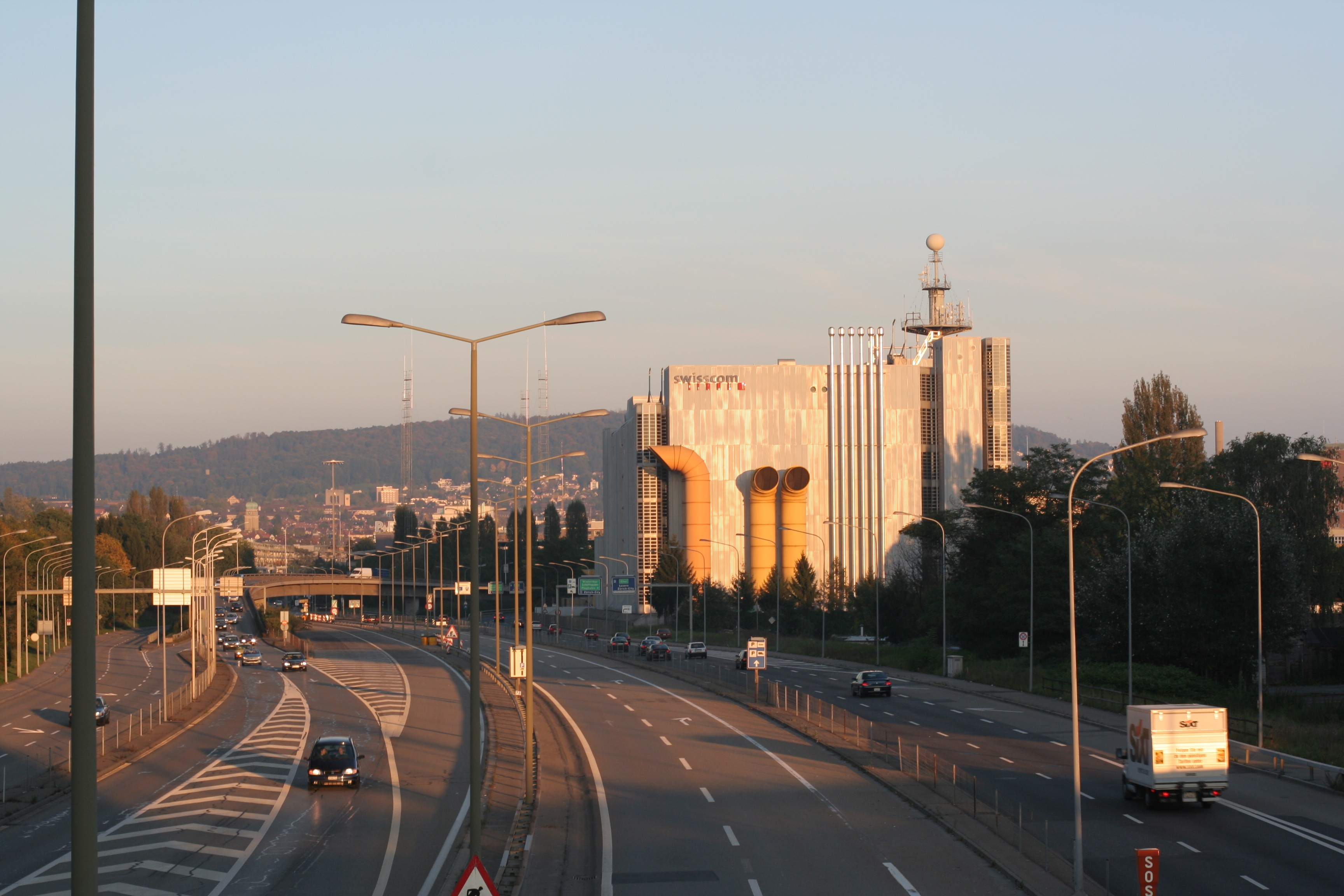
Телекомунікаційний центрSwisscom в Цюриху
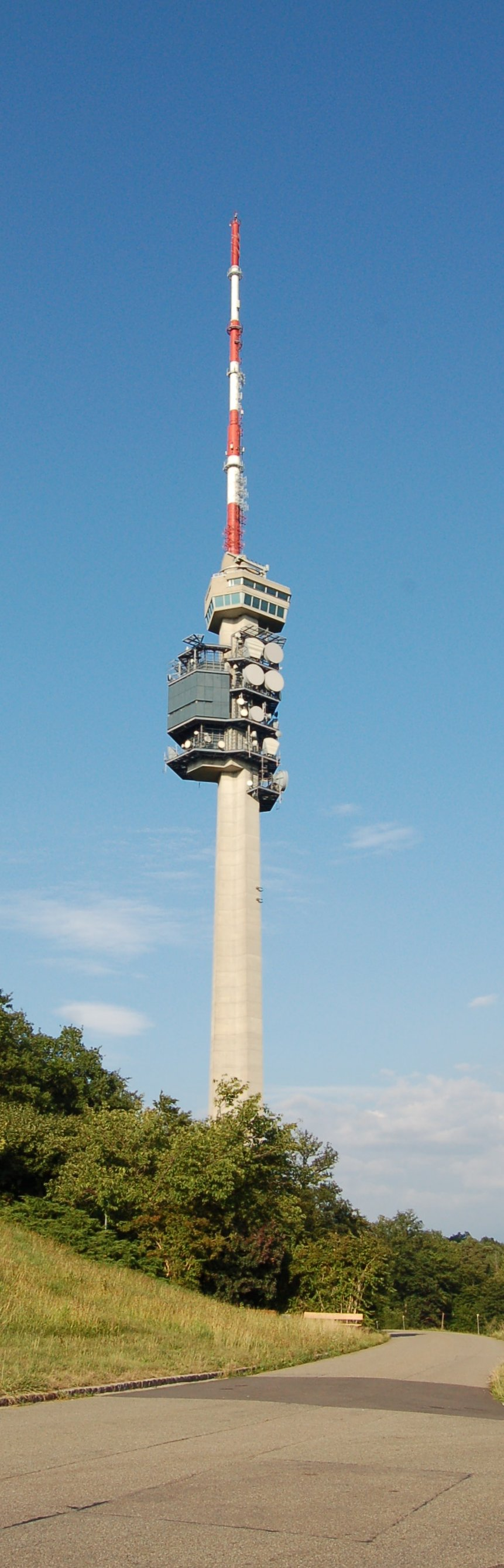
Телекомунікаційна вежа на північному заході Швейцарії
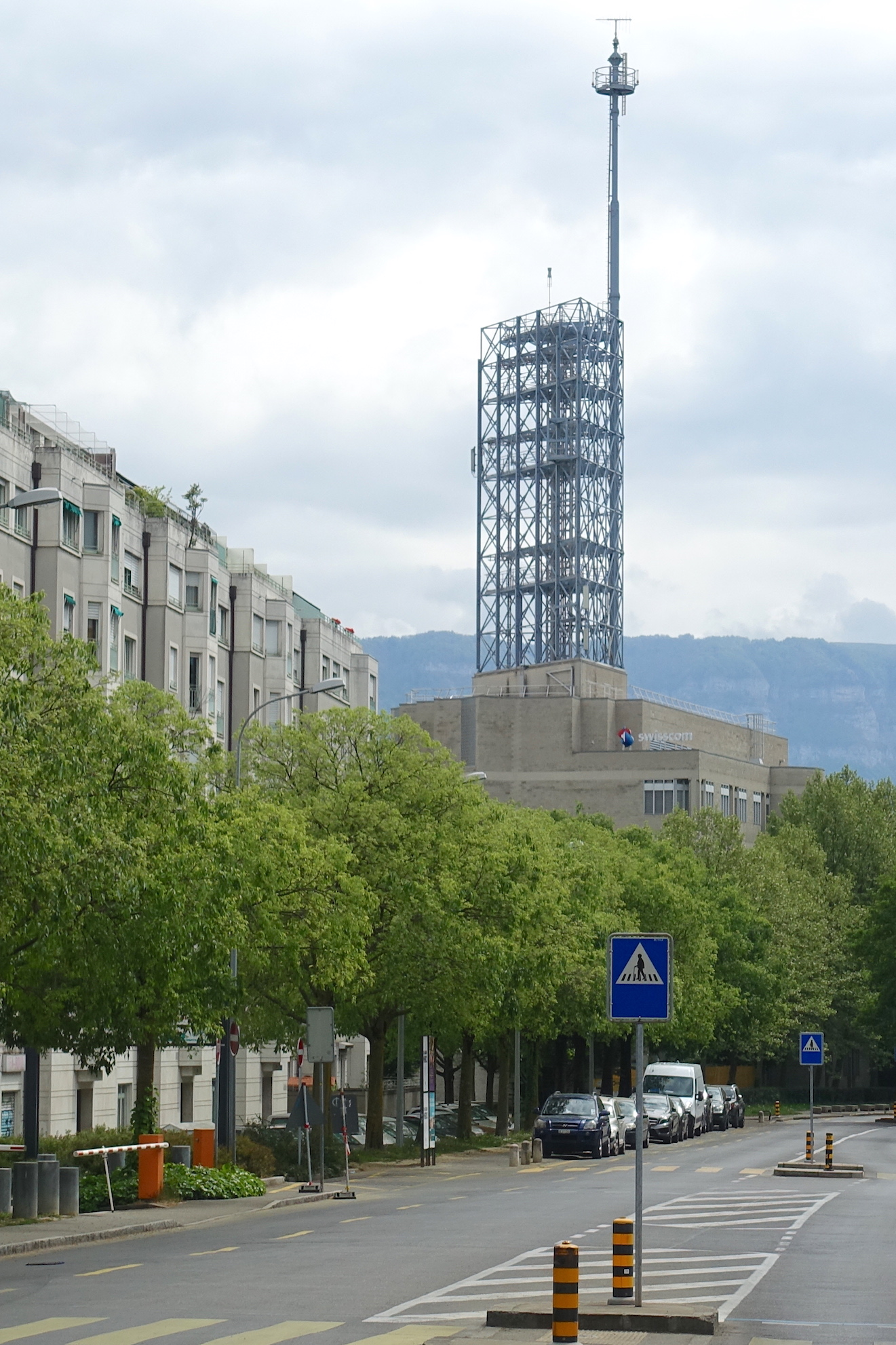
Центр телекомунікацій Swisscom, Женева
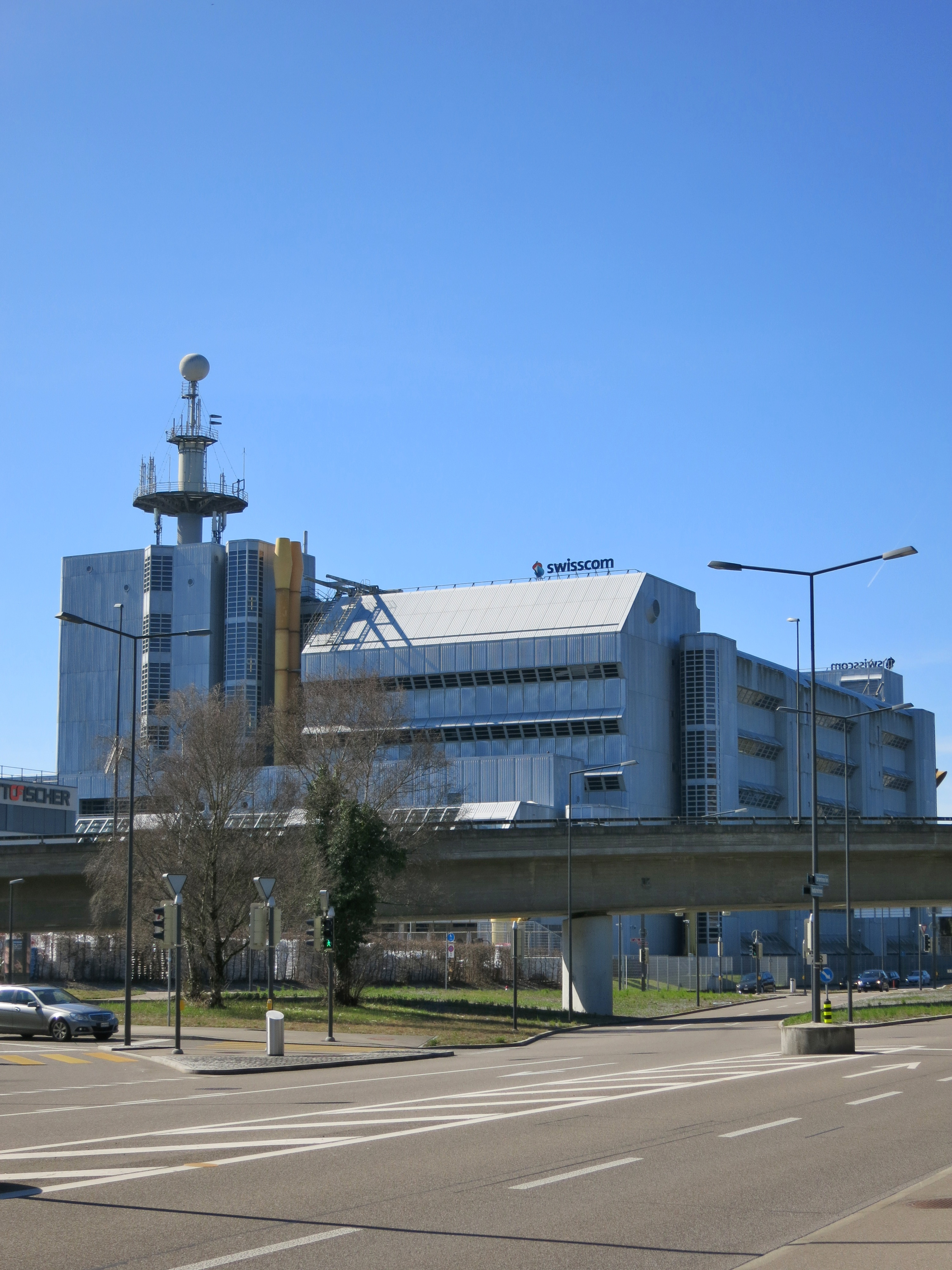
Swisscom Хердерн
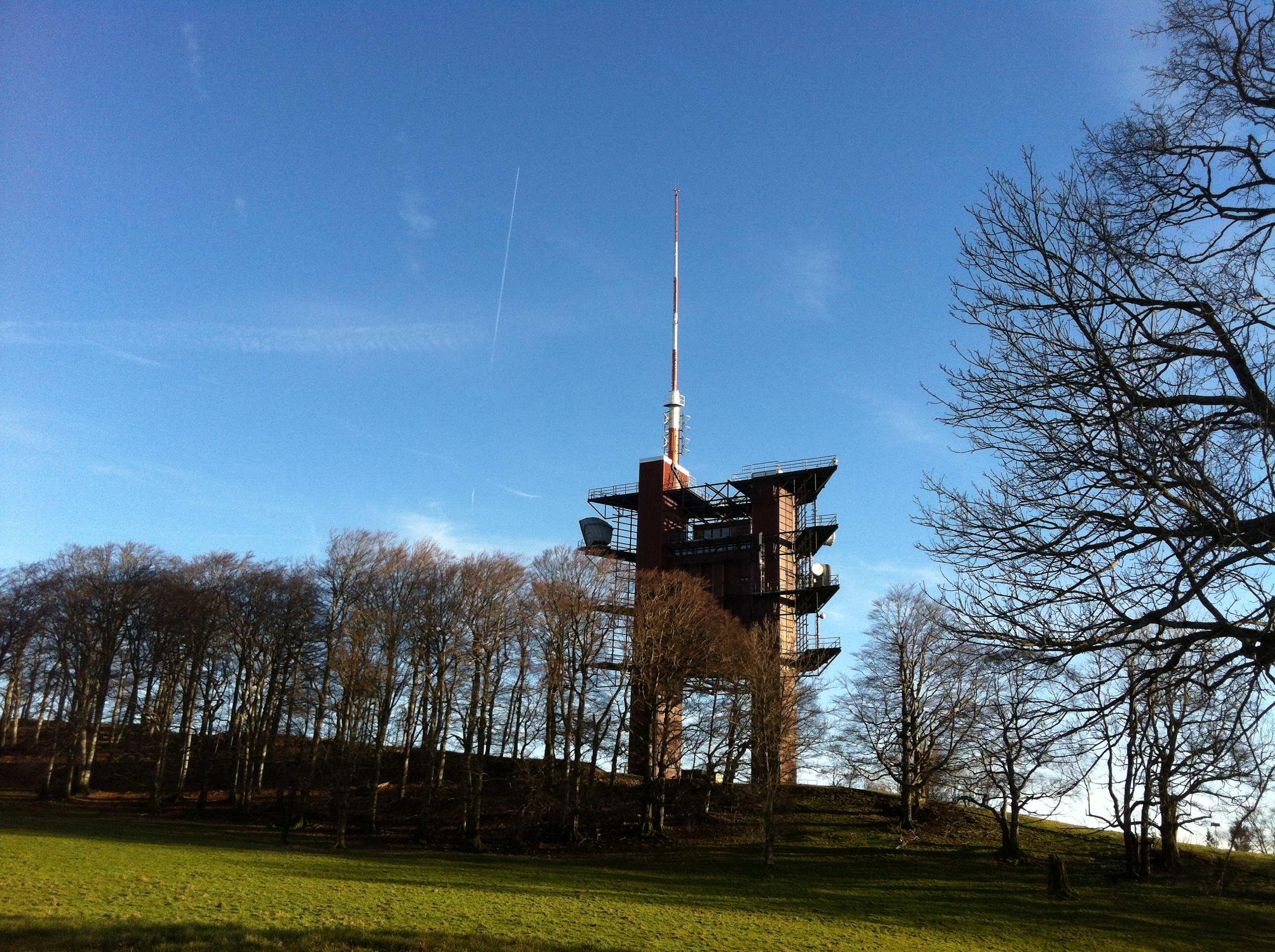
Станція телемовлення Swisscom

### Ключові цифри
Ключові корпоративні цифри за 2019 рік:
| Категорії                              | Значення 2020   |
| -------------------------------------- | --------------- |
| Чистий дохід                           | 11,100 млн. CHF |
| EBITDA                                 | 4,382 млн. CHF  |
| Прибуток                               | 1,528 млн. CHF  |
| Капітальні витрати                     | 2,229 млн. CHF  |
| Дивіденди за акцію                     | 22 CHF          |
| Бюджетоутворюючі юніти (RGU) Швейцарія | 11,344 тис.     |
| Співробітники                          | 19,062          |

### Інтернет речей (IoT)
У квітні 2015 року компанія розпочала тестування мережі для Інтернету речей, або широкомасштабну мережу з низькою потужністю (LPWAN), у регіонах Женеви та Цюриху.

## Корпоративна відповідальність
В 2012 році Swisscom займав 20-е місце в списку 100 найбільш стійких корпорацій в світі. У 2020 році Swisscom був відзначений Sustainability Award 2020 від World Finance як найстійкіша організація світу в телекомунікаційній галузі.

## Конкуренція
На сегменті ринку мобільних послуг, основні конкуренти для Swisscim є Salt та Sunrise Communications AG.
У 2021 році, як і в попередньому році, Swisscom був названий журналом «Connect» як оператор мобільного зв'язку з найкращою мережею.

## Критика
В опитуванні, проведеному Швейцарської газетою Tagesanzeiger, деякі споживачі критикували міжнародні розцінки роумінгу Swisscom і розцінки мобільного зв'язку. Основна претензія споживачів в опитуванні була у занадто високих тарифах.